# Il mare (film, 1963)
Cet article concerne le film italien de 1963. Pour le film sud-coréen de 2000, voir Il mare (film, 2000).
Pour plus de détails, voir Fiche technique et Distribution.
Il mare est un film italien réalisé par Giuseppe Patroni Griffi, sorti en 1963.

## Synopsis
Une histoire d'amour brutale, qui se déroule à Capri, se développe entre un acteur et un jeune homme en vacances. Entre les deux commence un jeu de silences et de séductions chastes jusqu'à ce qu'une femme revienne de force, séparant les deux. Mais peut-être seulement momentanément.

## Fiche technique
- Titre : Il mare
- Réalisation : Giuseppe Patroni Griffi
- Pays :  Italie
- Photographie : Ennio Guarnieri
- Montage : Ruggero Mastroianni
- Effets spéciaux :
- Musique : Giovanni Fusco
- Genre : Drame
- Durée : 110 minutes
- Sortie : 1963

## Distribution
- Umberto Orsini : l'acteur
- Françoise Prévost : la femme
- Dino Mele : le garçon
- Renato Scala
- Celestino Cafiero
- Gianni Chervatini
- Salvatore de Pasqualis
- Alfredo Di Stéfano
- Pasquale Esposito
- Giuseppe Ferrari
- Anna Ricci
- Renato Terra